# Castle Neroche

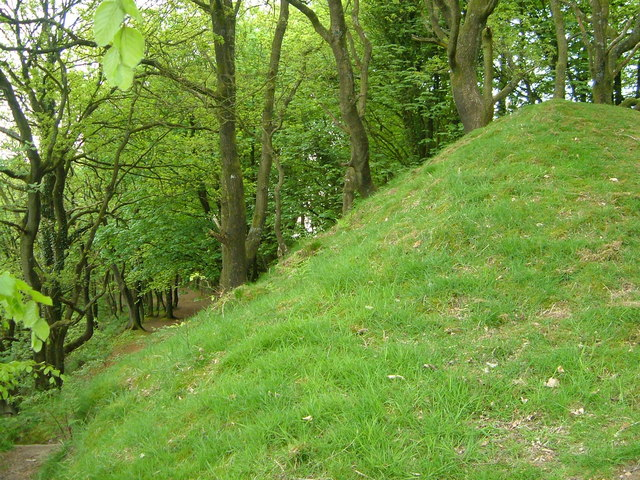
Östliche Erdwerke auf Castle Neroche

Castle Neroche ist eine abgegangene Burg in der Nähe des Dorfes Curland in der englischen Grafschaft Somerset. Die normannische Motte wurde an der Stelle einer früheren Wallburg errichtet. Heute gilt das Gelände als Scheduled Monument.

## Standort

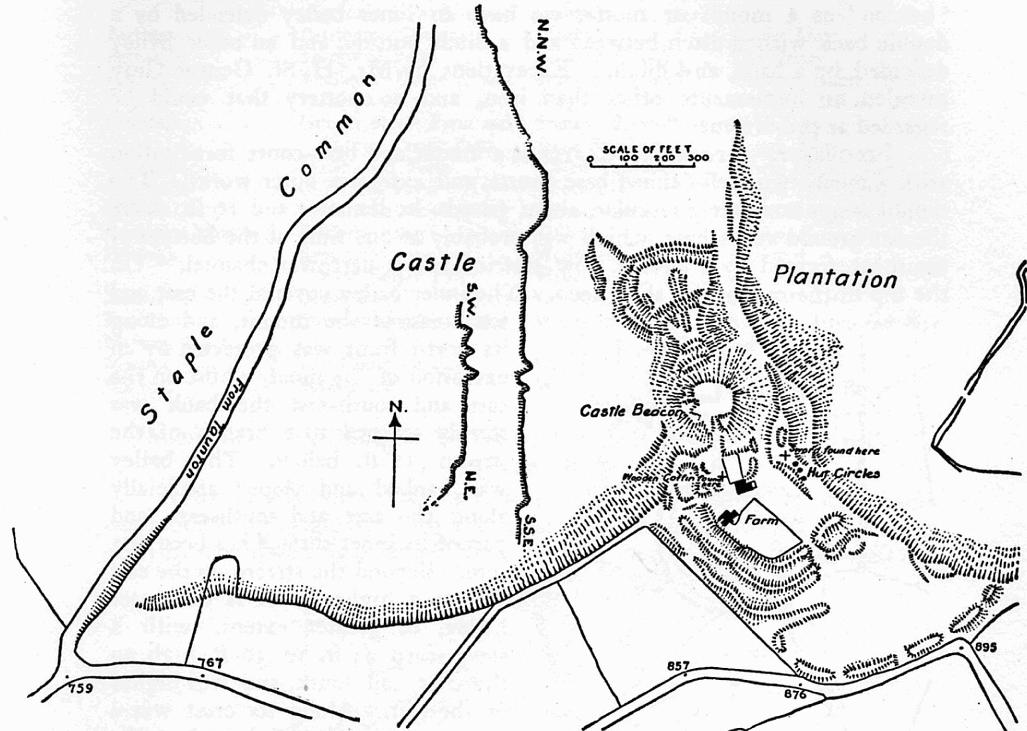
Karte des Burggeländes

Am nördlichen Aufschwung der Blackdown Hills steigt der Hügel auf 260 Meter Seehöhe an. Das Gelände ist Teil eines 90 km² großen Gebietes, das von einer Landschaftspartnerschaft namens Neroche Scheme abgedeckt wird. Dort wurden Wanderwege und ein öffentlicher Wald angelegt. Es wird von der Forestry Commission verwaltet und vom Heritage Lottery Fund und örtlichen Organisationen unterstützt.

## Geschichte
Die Ursprünge des Namens Neroche sollen in einer Zusammenziehung der beiden altenglischen Worte Nierra und Rechich oder Rachich (engl.: „rache“), eine im Mittelalter in Großbritannien häufig verwendete Jagdhunderasse, liegen. Somit bedeutet der Name im Deutschen etwa: „Lager, in dem die Jagdhunde gehalten werden“. So entstand der alternative Name „Castle Rache“.

### Eisenzeit
Über den Grund für den Bau eisenzeitlicher Wallburgen wird oft gestritten. Man hat angeführt, dass sie militärische Einrichtungen als Antwort auf Invasionen vom europäischen Festland gewesen sein könnten oder auch von den Invasoren errichtet worden sein könnten. Eine weitere Möglichkeit ist, dass sie eine militärische Reaktion auf gesellschaftliche Spannungen waren, die durch die wachsende Bevölkerung und einen dadurch resultierenden Druck auf die Landwirtschaft verursacht wurden. Die vorherrschende Meinung seit den 1960er-Jahren ist, dass der zunehmende Gebrauch von Eisen zu gesellschaftlichen Veränderungen in Großbritannien geführt habe. Eisenerzlagerstätten lagen an anderen Stellen als die Quellen für Zinn und Kupfer, die man zur Herstellung von Bronze benötigte, und so veränderten sich die Handelsstrukturen und die alten Eliten verloren ihren wirtschaftlichen und gesellschaftlichen Status. Der Archäologe Barry Cunliffe glaubt, dass das Bevölkerungswachstum eine Rolle spielte und schrieb, dass „[die Wallburgen] der Gemeinschaft Verteidigungsmöglichkeiten boten, wenn die [aus dem Bevölkerungswachstum resultierenden] Spannungen in kriegerische Handlungen umschlugen. Aber ich bin nicht der Meinung, dass sie wegen eines Kriegszustandes gebaut wurden. Sie haben wohl als Verteidigungsstellungen im Spannungsfall gedient und zweifellos wurden einige von ihnen auch angegriffen und zerstört, aber dies war nicht der einzige, ja noch nicht einmal der wichtigste Grund für ihren Bau.“ Auf Castle Neroche sind heute nur noch wenige Spuren aus der Eisenzeit erhalten, aber Lage und Form des Geländes stimmt mit anderen eisenzeitlichen Umfriedungen überein. Es gibt Hinweise darauf, dass das Gelände durch eine zusätzliche Ringmauer und eine äußere Einfriedung geschützt war.
Auf dem Gelände wurden 1903 von H. St. George Gray Ausgrabungen vorgenommen. In der Nähe gab es auch archäologische Funde mittelsteinzeitlicher Feuersteine und eine Kupferaxt aus der Bronzezeit wurde 1857 gefunden, aber es gab keine Funde aus der Eisen- oder der Römerzeit.

### Normannische Burg
Die Erdwerke auf dem Burggelände sind größer als man sie normalerweise in einer Burg aus der normannischen Zeit erwarten würde, was Spekulationen nährte, dass dort frühere Strukturen genutzt worden waren.
Die normannische Burg ließ vermutlich Robert de Conteville, im 11. Jahrhundert errichten. Archäologische Beweise weisen darauf hin, dass die Burg in verschiedenen Bauabschnitten erstellt wurde, deren erster der Bau einer Ringmauer um ein Gelände von 3 Hektar war. Bald nach der normannischen Eroberung Englands wurde ein kleineres, inneres Ringwerk gebaut. Später wurde das Anwesen in eine Motte umgestaltet, wobei eine Ecke des 6 Meter hohen Mounds als Barbakane diente.
Anfang des 12. Jahrhunderts war die Burg nicht mehr in regelmäßigem Gebrauch. Im Bürgerkrieg der Anarchie Mitte desselben Jahrhunderts wurde sie aber wieder genutzt. Ende des 12. Jahrhunderts könnte sie Verwaltern des umgebenden königlichen Waldes als Operationsbasis gegen Wilderer gedient haben.

## Flugzeugabsturz
Am 22. November 1945 stürzte eine Consolidated B-24 der Royal Air Force auf ein Feld, nachdem sie Bäume in den ‘’Blackdown Hills’’ zwischen der Burg und dem Dorf Buckland St Mary gestreift hatte. Dabei starben alle 27 Insassen.